# سنت توماس (داکوتای شمالی)
سنت توماس(به انگلیسی: St. Thomas) شهری در ایالت داکوتای شمالی کشور ایالات متحده آمریکا است که جمعیت آن در سرشماری سال ۲۰۱۰ میلادی، ۳۳۱ نفر بوده‌است.